# Gutorfölde
Gutorfölde là một thị trấn thuộc hạt Zala, Hungary. Thị trấn này có diện tích 24,85 km², dân số năm 2010 là 1076 người, mật độ 43 người/km².